# Муниципальное образование «Тихоновка»
Тихоновское сельское поселение — муниципальное образование со статусом сельского поселения в
Боханском районе Иркутской области России. Административный центр — посёлок Тихоновка.

## Демография
По результатам Всероссийской переписи населения 2010 года
численность населения муниципального образования составила 1575 человек, в том числе 745 мужчин и 830 женщин.